# Folketingsvalgloven
Folketingsvalgloven (eller bare valgloven; officielt: lov om valg til Folketinget) udstikker rammerne for hvem der må afgive deres stemme ved et folketingsvalg. Loven beskriver, hvorledes man som parti eller løsgænger kan opnå valg til Folketinget, og efterfølgende hvordan mandater skal fordeles. Desuden beskrives også hvilke vederlag og pensions-rettigheder de valgte folketingsmedlemmer har.

## Eksterne link
- Lov om valg til Folketinget
- Lov om Valg til Rigsdagen. Vedtaget 10. april 1920.
- Lov om Valgene til Rigsdagen. Stadfæstet 12 juli. 1867.